# Jaroslav Lonek
Jaroslav Lonek (22. prosince 1904, Chrudim – 26. ledna 1945, Drážďany) byl český letecký konstruktér, pilot a představitel československého protinacistického odboje.

## Mládí, pilot a konstruktér
Narodil se roku 1904 v rodině poštovního kontrolora Josefa Lonka a Marie Lonkové, rozené Šelové. Záhy se však přestěhoval do Pardubic, kde vystudoval tři ročníky vyšší státní reálky v Pardubicích, z prospěchových důvodů ale odešel a vyučil se jemným mechanikem. V letech 1924–1926 absolvoval vojenskou službu u leteckého pluku č. 1. Po absolvování elementární pilotní školy a úspěšném složení pilotní zkoušky I. stupně setrval jeden rok dobrovolně v další činné službě přes zákonnou presenční dobu. Po absolvování zmíněné zkoušky byl Lonek 22. října jmenován pilotem - letcem prvního stupně (pilotní průkaz FAI č. 192). Poté odešel do zálohy. Na konci 20. let (1929/30) byl jedním ze zakládajících členů Východočeského aeroklubu v Pardubicích, kde pak působil i jako instruktor a letecký konstruktér. Postavil zde několik letadel vlastní konstrukce, například L-1 Lump, L-5 a L-8 Ginette.
Jeho první letoun Lonek L-1 Lump měl mít přidělenu imatrikulaci OK-VAF, avšak zůstal nedokončen a proto imatrikulace OK-VAF byla použita až pro letoun Lonek L-5. S letounem typu L-5 (a motorem Walter Polaris), který byl registrován pod imatrikulační značkou OK-VAF, se zúčastnil Memoriálu ing. Kašpara při Leteckém dnu Východočeského Aeroklubu, kde však 9. října 1932 havaroval a jeho spolu-letkyně Ginette Ferron zahynula. Při letu nad Chrudimí se totiž letadlo vzňalo, Lonek s ním stačil rychle přistát, ale jeho spolucestující se přitom vzňaly šaty a utrpěla popáleniny, kterým v nemocnici podlehla. Ve vlastním Memoriálu ing. Kašpara pro dvoumístní letadla s maximálním motorickým výkonem 44 kW (60 HP) prvá tři místa obsadila letadla Avia BH-9, Avia BH-11 a Aero A-34 Kos, všechna vybavena motorem Walter NZ-60.
Na podzim 1934 bylo představeno v časopisu Letectví čtyřmístné letadlo Lonek L-8 Ginette, které bezpochyby patří mezi nejzajímavější československá letadla, kterým vyvrcholila řada „volnočasových“ konstrukcí Jaroslava Lonka. Byl to dolnokřídlý jednoplošník, kde zdvojené řízení bylo umístěno před zadními sedadly. Letoun byl poháněn pětiválcovým hvězdicovým motorem Walter NZ-60, který byl zakrytován prstencem typu NACA. Letoun s tímto motorem dosahoval maximální rychlosti 205 km/h. Tento letoun byl zapsán do leteckého rejstříku s imatrikulací OK-LON dne 3.9.1935 a vymazán byl po necelém roce 4.7.1936 (zrušen po havárii).

## Konstruktér ve Zlínské letecké společnosti
Jaroslav Lonek nastoupil do nové společnosti v únoru 1934. Ve zlínské letecké akciové společnosti, založené v roce 1934 a vlastněné koncernem Baťa (ZLAS, Zlínská letecká společnost, a. s., pozdější Moravan Otrokovice, současný ZLIN Aircraft) byl v letech 1935–1938 byl šéfkonstruktérem. V koncepci jeho L-8 Ginette zpracoval projekt svého prvního letounu pro ZLAS, dvousedadlový dolnoplošník Zlín Z-XII. Zlín-XII poprvé vzlétl v dubnu 1935 a celkem bylo vyrobeno dvě stě jedna letadel. Z-XII byl dvoumístný jednomotorový samonosný dolnoplošník s pevným záďovým podvozkem s otevřenými nebo uzavřenými prostory osádky. Pokračováním tohoto nejúspěšnějšího, předválečného zlínského letadla byl typ Z-212 ("nultý" prototyp 1935, výroba 1938–1939), kterých bylo vyrobeno 51. Zlínská firma jej vyvážela do řady zemí světa, například do Velké Británie, Egypta, Jugoslávie, Brazílie, Japonska a dalších.

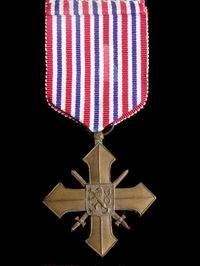
Československý válečný kříž 1939

Podle jeho projektu byly ještě postaveny sportovní letoun Zlín Z-IX, větroň Zlín Z-X a rychlý cestovní a kurýrní dolnoplošník Zlín Z-XIII, což byl vrchol jeho konstruktérské práce ve Zlíně. Pro určité neshody s vedením závodu společnost v dubnu 1938 opustil a vrátil se do Pardubic.

## Odboj za Protektorátu
Po vzniku Protektorátu Čechy a Morava Lonek odešel do Polska, kde byl po vypuknutí války a okupaci jeho východní části SSSR internován Rudou armádou (spolu s částí čs. vojenské skupiny v Polsku pod vedením pplk. Svobody). Zde si ho v internačním táboře v Jarmolincích vytipovala sovětská tajná služba GRU a v únoru 1940 ho poslala zpět do Protektorátu se zpravodajskými úkoly spolu s dalším čtyřmi bývalými letci. Vycpálek a Selucký působili v Praze, Bobák vedl zpravodajskou síť v Brně, Hůla v Ostravě a Lonek v Pardubicích.
Vytvořili zde špionážní síť s jádrem v Pardubicích, pokrývající však téměř celé území protektorátu. Ta ovšem byla počátkem roku 1941 odhalena a zlikvidována. Lonek byl v březnu 1941 zatčen, roku 1943 odsouzen k trestu smrti a 26. ledna 1945 zavražděn nacistickou justicí v Drážďanech.

## Ocenění
Za své hrdinství v odboji byl po válce vyznamenán In memoriam Československým válečným křížem 1939. Na jeho paměť je v Pardubicích - Polabinách od roku 1991 Lonkova ulice. V Leteckém muzeu Metoděje Vlacha byla 10. září 2020 pokřtěna replika meziválečného sportovního a cvičného letounu Zlín XII. Na projektu a stavbě repliky Zlínu XII se podílelo zhruba deset lidí. Stavbu financoval mladoboleslavský Historical Flying Club, náklady dosáhly 1,2 milionu korun.

## Galerie

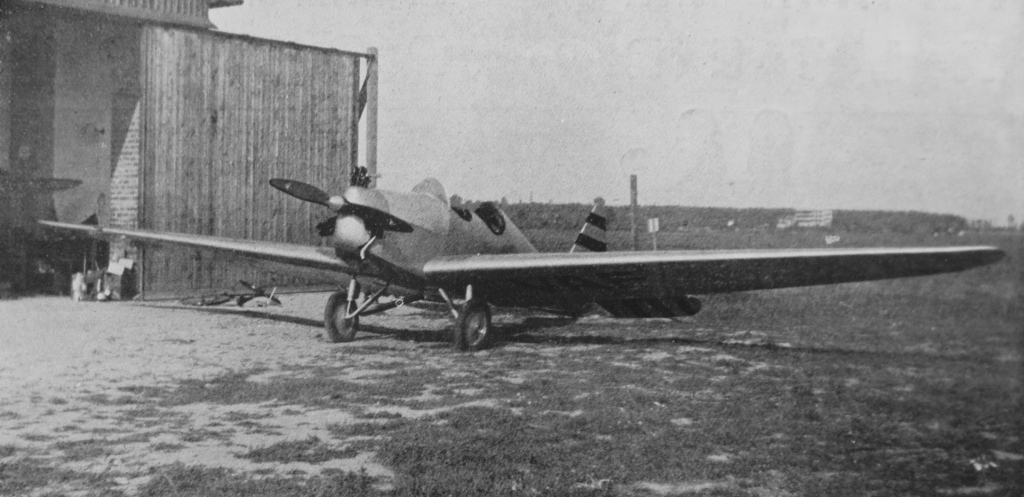
Letadlo Lonek L-5 s motorem Walter Polaris (1932)
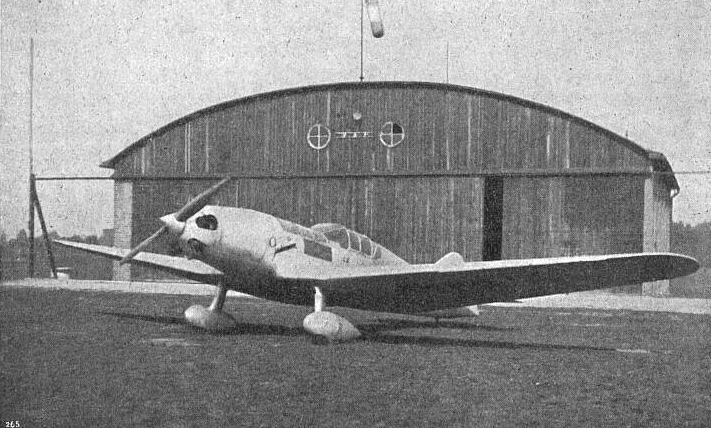
Letadlo Lonek L-8 Ginette s motorem Walter NZ-60 (1934)
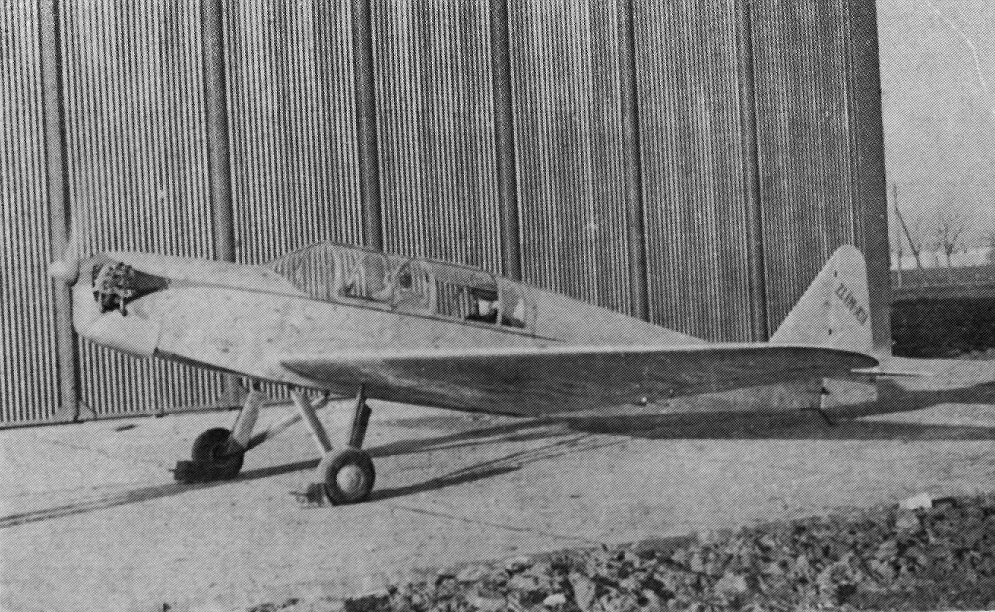
Sportovní letoun Zlín Z-XII (1935)
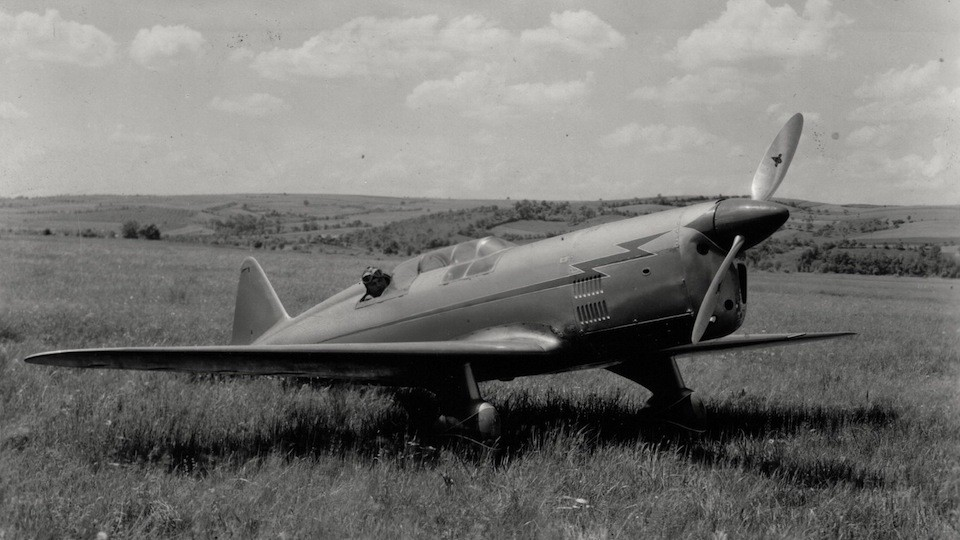
Sportovní letoun Zlín Z-XIII (1937)
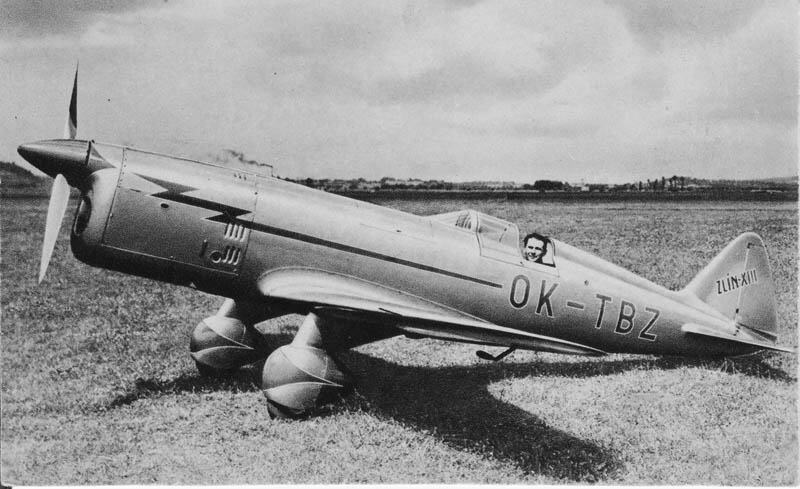
Zlín Z-XIII a pilot Ján Ambruš (1937)
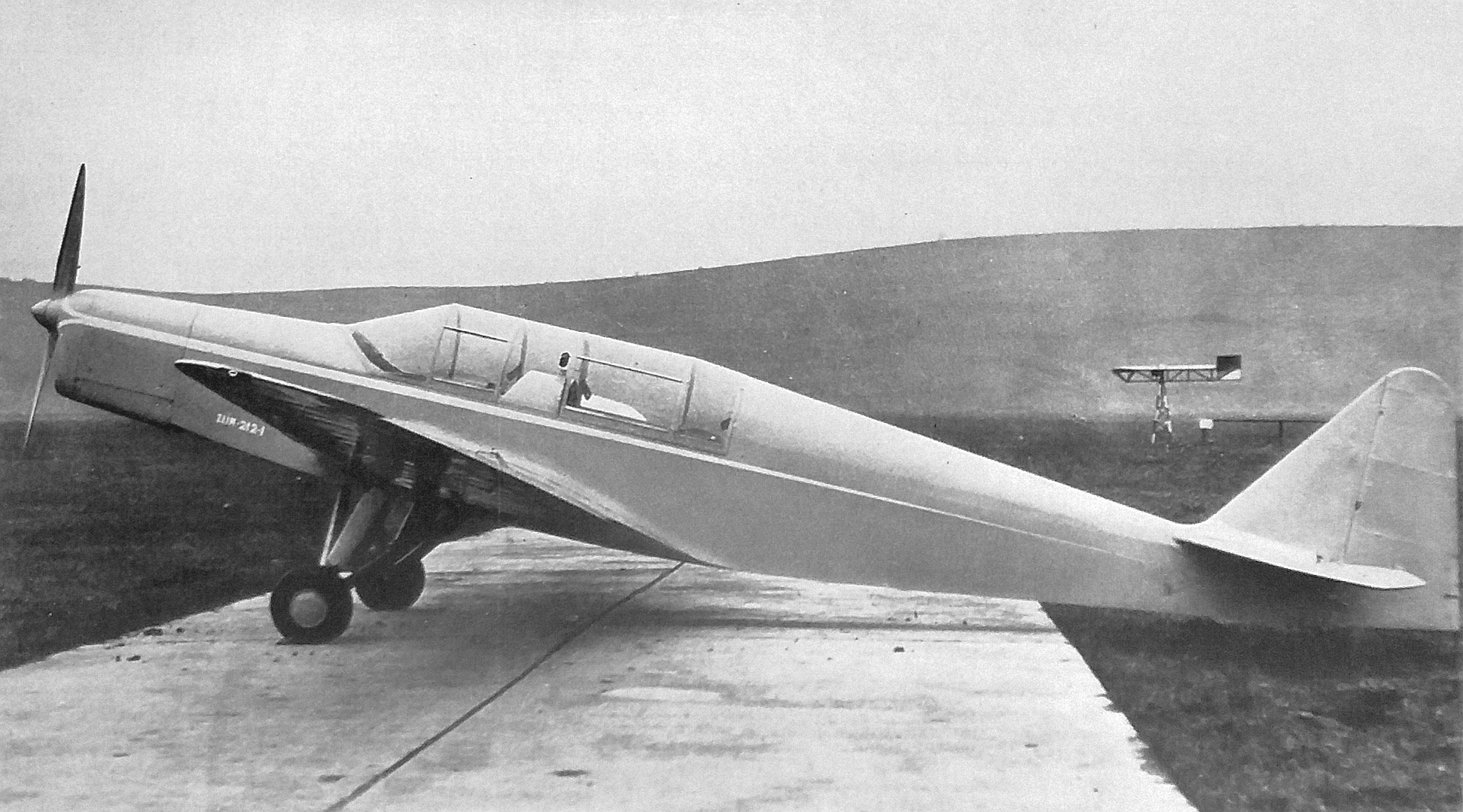
Cvičný a sportovní letoun Zlín-212 s motorem Walter Mikron (1938)